# Черлацький район
Черлацький район (рос. Черлакский район) — муніципальне утворення у Омській області.

## Адміністративний устрій
- Черлацьке міське поселення
- Большеатмаське сільське поселення
- Єлизаветінське сільське поселення
- Іртишське сільське поселення
- Краснооктябрське сільське поселення(інші мови)
- Курумбельське сільське поселення
- Медетське сільське поселення
- Ніколаєвське сільське поселення
- Солянське сільське поселення
- Татарське сільське поселення
- Южно-Подольське сільське поселення